# QU Возничего
QU Возничего (лат. QU Aurigae) — одиночная переменная звезда в созвездии Возничего на расстоянии приблизительно 4204 световых лет (около 1289 парсеков) от Солнца. Видимая звёздная величина звезды — от +14,8m до +13,9m.

## Характеристики
QU Возничего — жёлто-белая переменная звезда (S:) спектрального класса F. Радиус — около 1,47 солнечного, светимость — около 3,151 солнечных. Эффективная температура — около 6340 K.